# Adrián Vázquez Lázara
Adrián Vázquez Lázara (Madrid, 5 de maig de 1982) és un polític espanyol, que va ser Secretari General de Ciutadans - Partit de la Ciutadania de 2023 a 2024 i eurodiputat al Parlament Europeu des de 2020 enquadrat dins del grup parlamentari Renovar Europa.

## Trajectòria

### Formació
Nascut el 5 de maig de 1982 a la ciutat de Madrid, els seus orígens familiars es troben a la localitat gallega de Lalín, a la província de Pontevedra. Després de realitzar els cursos de Dret per la Universitat Complutense de Madrid, va passar un any al Japó, on va obtenir un diploma d'Estudis de llengua i cultura japonesa per l'Institut d'Estudis Internacionals de Tòquio. A més, té un màster en Relacions Internacionals per la Universitat de Warwick (Anglaterra) i un Grau en Estudis Internacionals a la Universitat de Lindenwood (Missouri, Estats Units), gràcies a una beca esportiva.

### Carrera professional
Des 2015, ha coordinat l'activitat internacional i europea de Ciutadans, així com l'agenda internacional de l'expresident de la formació taronja, Albert Rivera. Així mateix, va liderar, al costat de Luis Garicano, les negociacions per a la incorporació del partit a la família liberal europea de l'ALDE i, posteriorment, a la formació del grup Renovar Europa al Parlament Europeu, que va unir els partits liberals de tot Europa amb la formació francesa La República En Marxa, impulsada per Emmanuel Macron. També va coordinar la campanya de Ciutadans a les eleccions al Parlament Europeu de 2019.
Especialitzat en assumptes internacionals i administració pública, entre 2015 i 2020, prèviament a ser elegit eurodiputat, va ser cap de gabinet de la Delegació de Ciutadans a l'Eurocambra. L'ara eurodiputat ja coneixia de primera mà el Parlament Europeu, ja que un any abans havia exercit de cap d'oficina de l'aleshores europarlamentari per Unió, Progrés i Democràcia (UPyD) i vicepresident d'ALDE, Fernando Maura, i va viure la transició d'UPyD a Cs. En el seu treball com a cap de gabinet de Ciutadans a Europa, va contribuir a l'expulsió de l'extinta Convergència Democràtica de Catalunya de la família liberal europea, una reivindicació històrica del partit taronja a l'Eurocambra.
Anteriorment, va treballar també en diferents organitzacions com l'Organització per a la Seguretat i la Cooperació a Europa (OSCE), concretament en el Secretariat de Viena i la missió a Bòsnia i Hercegovina; l'Organització del Tractat de l'Atlàntic Nord (OTAN) com a investigador en el Comitè de Política i en el Comitè de Ciència i Tecnologia; o a l'Agència Coreana de Comerç, així com a assessor de l'exministra d'Afers Exteriors d'Espanya, Ana Palacio. També ha treballat com a consultor d'Assumptes Públics.

### Trajectòria política
L'any 2019 va ser triat com a número vuit de la llista de Ciutadans per a les eleccions al Parlament Europeu del 26 de maig. Arran del repartiment de seients a l'Eurocambra per la sortida del Regne Unit de la Unió Europea, Vázquez va aconseguir el seu escó com a eurodiputat l'1 de febrer de 2020.
El 17 de febrer de 2020 va ser escollit president de la Comissió d'Afers Jurídics de l'Eurocambra, convertint-se en l'eurodiputat més jove a accedir a la presidència d'una comissió parlamentària. Igualment, és membre de la Conferència de Presidents de Comissió i la Delegació per a les Relacions amb la República Popular de la Xina de Parlament Europeu, i membre suplent a la Comissió d'Agricultura i Desenvolupament Rural i la Delegació per a les Relacions amb Bòsnia i Hercegovina i Kosovo. El 12 de gener de 2023 es va convertir en secretari general de Ciutadans després de guanyar les eleccions internes enfront Edmundo Bal, amb un 53,25% de los vots.
Va dimitir com a secretari general del partit el 22 de març de 2024 arran del fracàs de les converses destinades a incorporar el partit a la llista del Partit Popular per a les eleccions al Parlament Europeu de 2024.